# Ádám Gyurcsó
Ádám Gyurcsó (* 6. března 1991, Tatabánya, Maďarsko) je maďarský fotbalový záložník a reprezentant, který momentálně působí v klubu Pogoń Szczecin.

## Reprezentační kariéra
Gyurcsó působil v mládežnické reprezentaci Maďarska U21.
V A-mužstvu Maďarska debutoval 1. 6. 2012 v Praze v přátelském zápase proti České republice, pro kterou to byla příprava na EURO 2012. Na výhře 2:1 se podílel vítězným gólem.